# Čefurji raus!
A Čefurji raus! Goran Vojnović kortárs szlovén író, költő, forgatókönyvíró és rendező regénye, amely 2008-ban jelent meg, és hatalmas sikert aratott; hamarosan horvát, cseh, lengyel, bosnyák, szerb és svéd fordítása is megjelent, 2013-ban pedig megfilmesítették.

## Tartalom
Marko Đorđić, a főhős tipikus ljubljanai fiatal: kosarazik, iskola után a barátaival tölti az időt, emellett Fužine városrészében él Boszniából Szlovéniába települt szüleivel, és „čefur“ (azaz a volt Jugoszlávia államaiból származó emigráns vagy annak leszármazottja, szlovén állampolgár). Minden évben meglátogatja bosnyák rokonait, de leginkább a ljubljanai – szintén „čefur“ – barátaihoz kötődik. Együtt ülnek a panelházak előtt, beszélgetnek, focimeccset néznek, iszogatnak, dohányoznak, néha füveznek is, és mindennapi problémáikat próbálják megoldani. Marko tehetséges kosaras, ezért édesapját nem zavarja, hogy a tanulást hanyagolja. A bonyodalom azzal kezdődik, hogy Marko úgy dönt, abbahagyja a kosarazást, és nem tudja, hogyan közölje ezt apjával. Egyszer részegen a barátaival megrongálnak egy autóbuszt, a buszsofőr értesíti a rendőrséget, és a velük való dulakodás közben Aco keze eltörik. Elhatározzák, hogy ezt megbosszulják a sofőrön. Az esetet követően a baráti társaság szétszéled: Dejan a szülei válása után elköltözik Ljubljanából, Marko édesapja pedig úgy dönt, jobb, ha a fia Boszniába költözik, mert a bosszú, amelyet a buszsofőrön álltak, olyan szerencsétlenül alakult, hogy a sofőr kómába esett, s nem tudni, felépül-e még valaha. Marko a vonaton utazva Boszniáról, a rokonairól, a barátairól és az egész életéről elmélkedik.
A regényben a társadalmi regény minden jellemzője megtalálható. Egy fiatal vallomásaként szól, aki a miértjeire keres választ. A feleletek általában humorosak, de betekintést nyerhetünk a társadalmi és anyagi problémák mögé is. A nyelv, amelyet a szerző használ, a szerbhorvát, a bosnyák és a szlovén keveréke, amelyet Fužineben beszélnek. Olyan aktuális témákat dolgoz fel, mint a sztereotípiák működése, az igazságtalanság, a gyengeség, elidegenedés stb. A helyszín a többnemzetiségű Fužine, ahol más országokból, a volt jugoszláv államokból érkező bevándorlók élnek, és a társadalom őket már szlovénnak tekinti. Ma Napjainkban játszódik a regény, és azt vizsgálja, a társadalom milyen hatással van az önmagukra utalt fiatalokra.

## Díjak, a regény utóélete
2009-ben Prešeren-díjat nyert a könyv szerzője, a Delo folyóirat pedig az év legjobb regényének választották. 2013-ban megfilmesítették, a forgatókönyvet maga a regény szerzője, Goran Vojnović írta.